# 張習 (嘉靖進士)
張習（1506年—1554年），字子翀，直隸揚州府高郵州寶應縣人，民籍，明朝政治人物。

## 生平
嘉靖十九年（1540年）庚子科應天府鄉試第一百二十一名舉人。嘉靖二十年（1541年）中式辛丑科會試第一百八十二名，登第三甲第一百八十四名進士。十二月丁父憂歸。授户部主事，後官至户部郎中督饷宣府，弟张旦督饷大同，时称之为“北门双钥”。被人中伤，三十一年（1552年）贬为解州知州。平徭役，理积案，可惜不到一年，卒于官。

## 家族
曾祖張震；祖父張岩；父張禮（1476年-1541年），字天秩，號東湖，封徵仕郎中書舍人。母陳氏（封孺人）。具庆下。弟张旦（刑部员外郎）。